# گیر ایوارسوی
گیر ایوارسوی (زادهٔ ۲۷ ژوئن ۱۹۵۷ - درگذشته ۹ مارس ۲۰۰۶) یک برنامه‌ نویس سرب و یکی از بنیانگذاران شرکت نرم‌افزاری اپرا بود. او و جان استفنسون وون تتزچنر بخشی از یک گروه تحقیقاتی در شرکت تلفن دولتی نروژ (که اکنون با نام Telenor شناخته می‌شود) بودند. جایی که آن ها نرم‌افزار مرورگر MultiTorg Opera را توسعه دادند. این پروژه توسط Telenor رها شد اما در سال ۱۹۹۵ وی و جان استفنسون وون تتزچنر حق مالکیت نرم‌افزار را به دست آوردند و شرکتی را برای خود تأسیس کردند و کار بر روی آن را ادامه دادند.
این مرورگر که با نام Opera شناخته می‌شود، در حال حاضر از معروف‌ترین مرورگرهای وب دنیا است و توانایی رقابت با رقبایی همچون موزیلا فایرفاکس و گوگل کروم را دارد. کارمندان شرکت نرم‌افزاری اپرا از زمانی که برای اولین بار به دفاتر فعلی خود در اسلو نقل مکان کرد به بیش از ۷۵۰ نفر افزایش یافته‌ است.
در جلسهٔ هیئت مدیره در ژانویه ۲۰۰۴، گیر ایوارسوی آرزوی خود را برای استعفا به عنوان عضو هیئت مدیره در شرکت نرم‌افزاری اپرا اعلام کرد، اگر چه حتی پس از آن نیز در این شرکت فعال بود. در ژوئن ۲۰۰۵، وی به عنوان عضو کمیته نامزدی شرکت انتخاب شد.
ایوارسوی در نهم مارس ۲۰۰۶ بر اثر سرطان درگذشت. اپرا در نسخهٔ ۹ و بالاتر، در صفحهٔ About متن "In memory of Geir Ivarsøy" که به معنای "به یاد ایوارسوی" است را نمایش می‌دهد.